# Spanyol örökösödési háború
A spanyol örökösödési háború (1701–1714) az utolsó Habsburg-házi spanyol király, az utód nélküli II. Károly halála után kezdődött 1701-ben, és az utrechti (1713), majd a rastatti és a badeni békeszerződések (1714) zárták le.
Részt vettek benne: 
- A Habsburg Birodalom és szövetségesei, Anglia (1707-től Nagy-Britannia), Hollandia, Portugália, Savoya és Piemont hercegségei, valamint egy sor német fejedelemség
- Franciaország, Spanyolország, Bajorország, Magyarország (a Rákóczi-szabadságharc révén), és a kölni érsek.

A harcok főleg Spanyolország, Spanyol-Németalföld, a Német-római Birodalom és Észak-Itália földjén folytak, de kiterjedtek Észak-Amerikára is („Anna királynő háborúja”).
Katonailag a franciaellenes erők győztek, de a Habsburgok túlzott megerősödésétől tartó tengeri hatalmak (Anglia és Hollandia) végül diplomáciai útra terelték a megoldást. A spanyol trónra a francia Bourbonok kerültek, de csak azzal a feltétellel, hogy a két Bourbon-királyság sohasem egyesülhet és nem léphet perszonálunióra sem.

## Előzmények

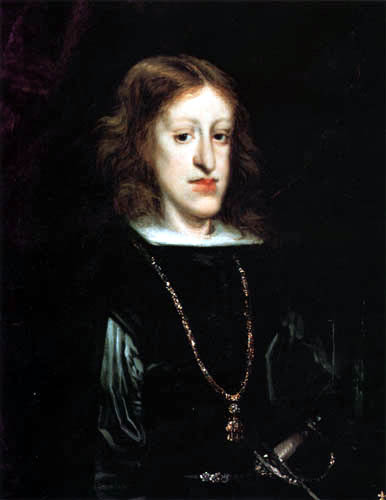
II. Károly, a beteges spanyol király

A Spanyol Királyság trónjának megüresedése már jóval az utolsó spanyol Habsburg, II. Károly király halála előtt foglalkoztatta az európai uralkodókat. Az osztrák Habsburgok több családi szerződésre hivatkozva magukat tartották az egyedüli legitim örökösnek: I. Lipót császár első felesége, Margit Terézia spanyol infánsnő (1651–1673) IV. Fülöp királynak és második feleségének, Mária Anna osztrák főhercegnőnek leánya volt, II. Károly király nővére.
Azonban a francia Bourbonoknak is megvolt a maguk jogalapja, és ők is pályáztak a spanyol trónra. XIV. Lajosnak leányágon szintén joga volt az örökléshez: XIV. Lajos anyja, Anna Mária Mauricia spanyol infánsnő III. Fülöp spanyol király leánya volt, XIV. Lajos felesége, Mária Terézia spanyol infánsnő (1638–1683) pedig IV. Fülöp királynak első házasságából való egyetlen, tehát legidősebb leánya, II. Károly király féltestvére volt. (Spanyolországban nem alkalmazták a száli törvényeket, a leányági örökösödés is jogszerű lehetett.)
I. Lipót és XIV. Lajos már 1668-ban kidolgoztak egy felosztási tervet. Eszerint Lipótnak jutott volna Kasztília és Aragónia, az amerikai gyarmatok és a milánói hercegség. Lajosé lett volna Németalföld, Franche-Comté, a Nápoly–Szicíliai Királyság, Navarra, az afrikai gyarmatok és a Fülöp-szigetek. Ebben az időben Lipót és Lajos a beteges II. Károly közeli halálában reménykedtek, ő azonban mégsem halt meg, így az osztozkodás elhalasztódott.
A század végén (még szintén II. Károly idejében), mikor újra felvetődött a felosztás kérdése, már Anglia és Hollandia is bele kívánt szólni abba. Nem akarták, hogy Franciaország kapja az örökséget (féltek attól, hogy hozzá kerülnek a gyarmatok, ez ugyanis saját gyarmatosítási céljaikat veszélyeztette volna), de azt sem, hogy a Habsburgok kezében V. Károly-féle birodalom összpontosuljon. Végül, hogy mindenki megelégedjen, egy harmadik felet, Miksa Emánuel bajor választófejedelem fiát, József Ferdinándot választották II. Károly utódjául. Ebben kiegyeztek a franciák és az osztrákok is, II. Károly pedig kijelölte őt örökösének, és megtette Asztúria hercegévé. József Ferdinánd azonban 1699-ben váratlanul meghalt.
Ekkor új terv született, ennek értelmében Lipót fia, Károly főherceg (a későbbi VI. Károly német-római császár) és a francia trónörökös örököltek. Az újabb tervet az eddig passzív spanyol főnemesek vétózták meg. Ők egyben akarták tartani az egész spanyol örökséget. Mivel úgy gondolták, hogy annak egyben tartására csak a franciák képesek, ezért rábeszélték II. Károlyt, hogy hagyja a trónt XIV. Lajos unokájára, Anjou Fülöpre. II. Károly néhány héttel a végrendelet megfogalmazása után 1700. november 1-jén meghalt.
A végrendeletbe természetesen nem nyugodtak bele sem az osztrák Habsburgok, sem pedig Anglia és Hollandia, ezért kitört a háború.

## A háború menete

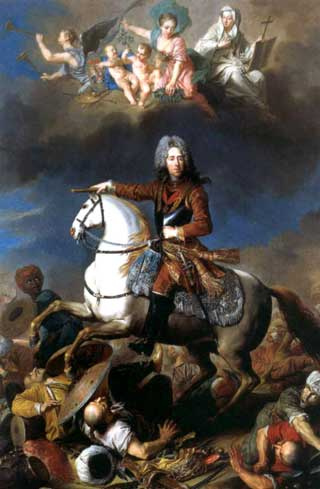
Savoyai Jenő, a háború legjelentősebb császári hadvezére

1701-ben a tengeri hatalmak (Anglia és Hollandia) megegyeztek I. Lipóttal, hogy a spanyol trónra jutásban Lipót ifjabbik fiát, Károly főherceget fogják támogatni. A főherceg nem volt trónörökös az osztrák Habsburgoknál, ezért személyébe belenyugodott Anglia és Hollandia is. Anjou Fülöp már megérkezett Madridba, most Károly is elindult oda.
Megkezdődött a háború, melynek harcai Spanyolország, Spanyol-Németalföld, a Német-római Birodalom és Észak-Itália földjén folytak.
Savoyai Jenő császári hadvezér Itáliába tört be, a harcok pedig megindultak a Rajna mentén is. Az angolok partra szálltak Portugáliában is, és egyezményt kötöttek a portugál udvarral, akit szintén a tengeri hatalmak mellé állítottak. A hadiszerencse viszont kezdetben a franciáknak kedvezett. Tovább növelte előnyüket az, hogy a Habsburgok hátában, Magyarországon kitört II. Rákóczi Ferenc felkelése is, amelyet XIV. Lajos király pénzzel is támogatott.
II. Viktor Amadé savoyai herceg a tengeri hatalmak és az osztrákok mellé állt. A bajor választófejedelem, Miksa Emánuel viszont a franciákat támogatta, ezért 1703-ban Tirolba is betört. Az egyesült francia–bajor haderő 1703-ban a dél-bajorországi Höchstädt mellett vereséget mért az osztrák császári hadakra (első höchstädti csata).
A háború menetében a fordulat 1704-ben következett be. Savoyai Jenő és John Churchill, az angol főparancsnok az 1703-as osztrák vereség színhelyéhez közel, a dél-bajorországi Blindheim (angolosan Blenheim) község és Höchstädt város között súlyos vereséget mért a bajor és a francia hadakra. (Az ütközetet az osztrákok második höchstädti csatának, az angolok blenheimi csatának nevezik). 1706-ban a vallóniai Ramillies-nél (a mai Belgium területén) a franciák ismét vereséget szenvedtek, ezúttal csak az angol erőktől. Észak-Itáliát Savoyai Jenő foglalta el a Habsburgok számára. 1709-es malplaquet-i győzelmük után az osztrák–angol erők a franciákat  visszaszorították ugyan, de a saját veszteségeik miatt  lemondtak a további előrenyomulásról..
A francia összeomlásnak külső és belső okai voltak. Franciaország XIV. Lajos évtizedes háborúi következtében kimerült, nem bírta a terheket. Anglia viszont a dicsőséges angol forradalom 1688-as győzelme és a protestánsok hatalomátvétele után teljes erejével vethette magát a küzdelembe. A dunai monarchia is megerősödött, I. Lipót császár és az európai keresztény koalíció hadereje sikerrel kiűzte a törököket Magyarországról, és Ausztria seregei is francia mintára egyenruhában, jól kiképezve, hivatásos hadvezérek irányítása alatt vonultak hadba Franciaország ellen.
Ebben a helyzetben úgy tűnt, hogy a franciák teljes vereséget szenvednek, azonban 1711-ben meghalt I. József császár (aki 1705-ben lépett apja, I. Lipót örökébe). Mivel Józsefnek nem volt fia, a választófejedelmek az öccsét, Károly főherceget választották császárrá (VI. Károly néven). Ez az új rendezés már nem felelt meg a Habsburg Birodalommal szövetséges hatalmaknak, akik mindeddig biztosítottnak látták, hogy a keleti és a nyugati Habsburg-területek továbbra is külön maradnak. Károly a koronázásra német földre utazott Spanyolországból, és eközben a harcoló felek Utrechtben béketárgyalásokba kezdtek (1712-ben).

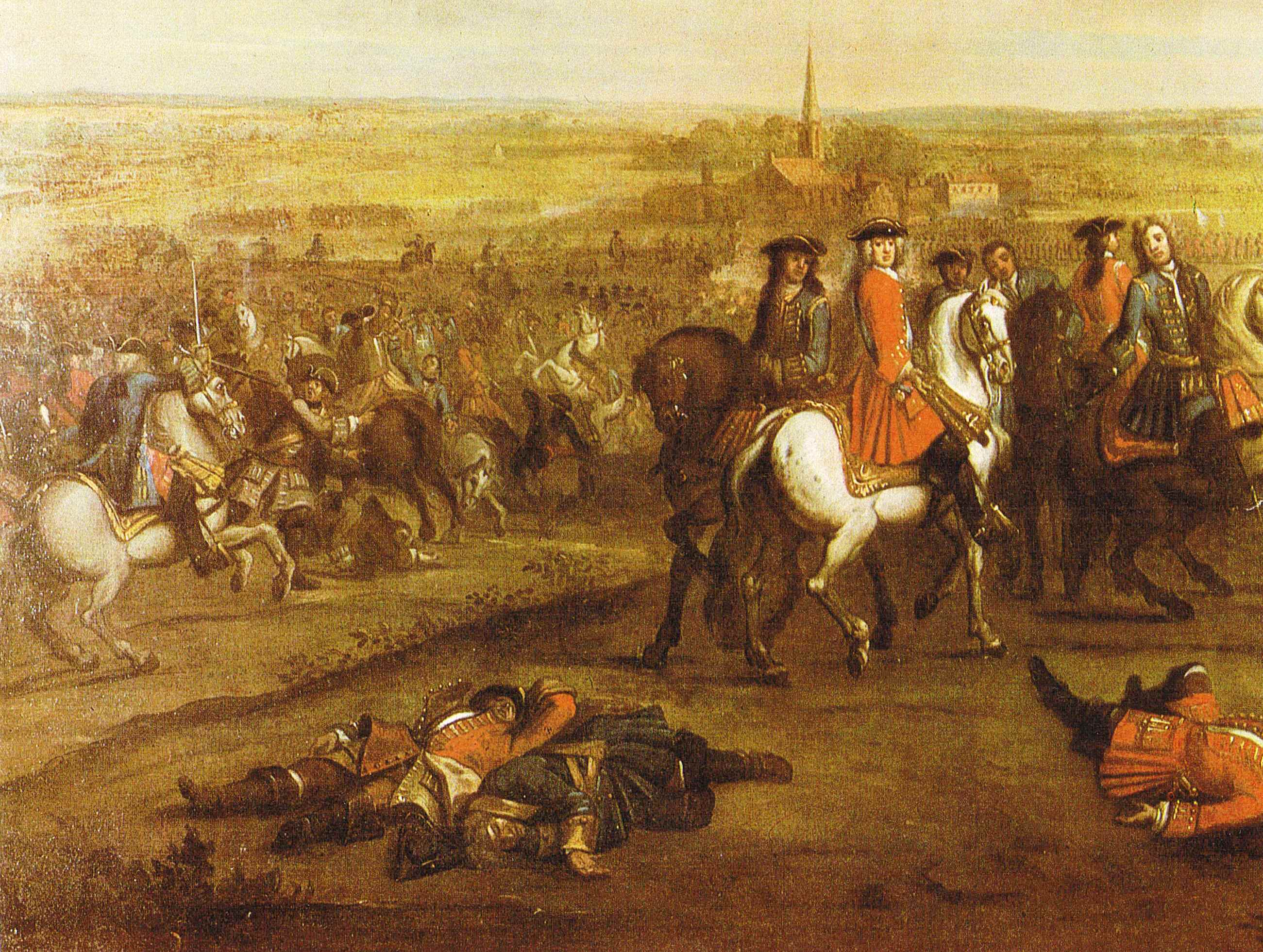
A ramillies-i csata (1706) a franciák vereségével végződött
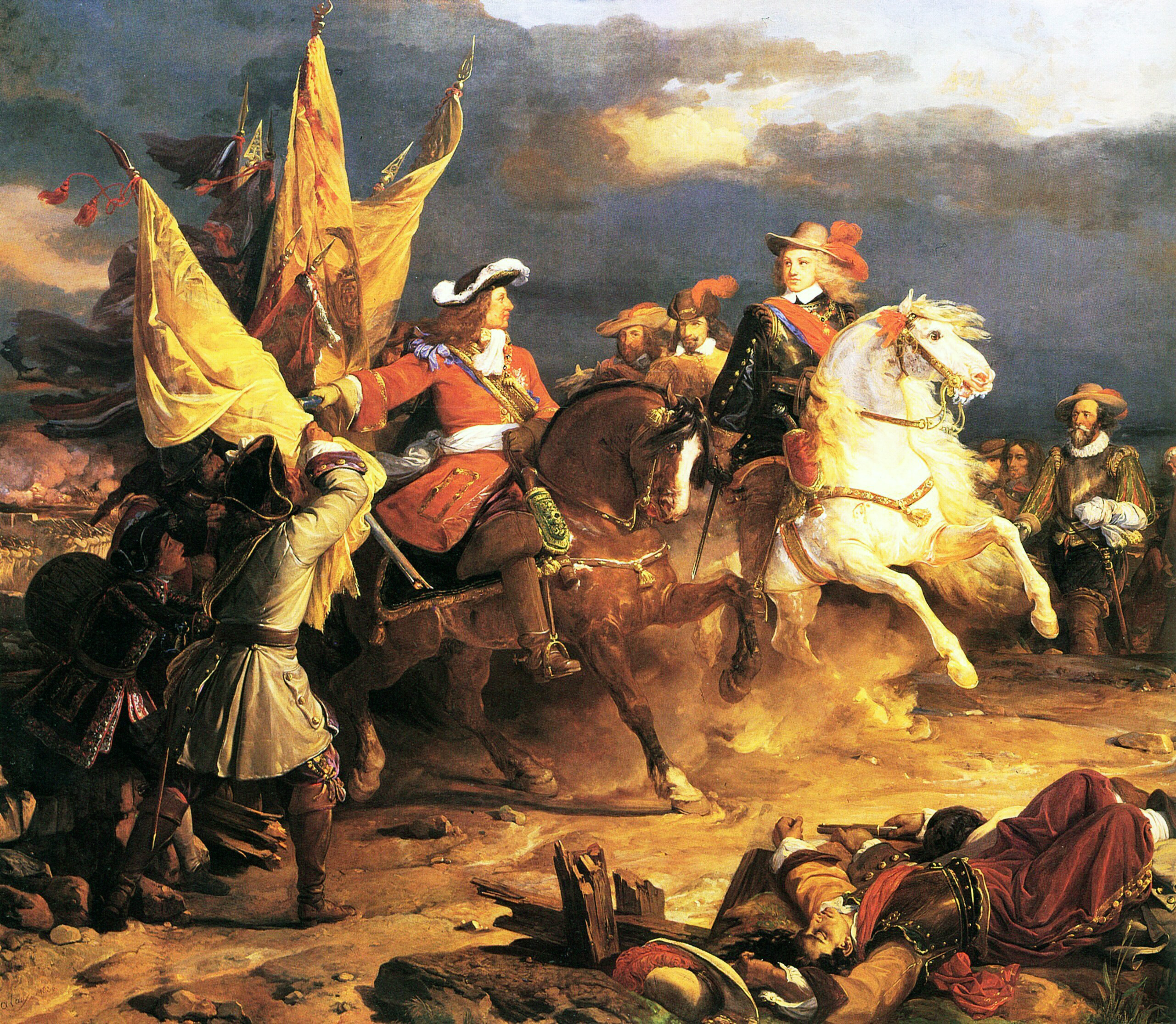
Vendôme hercege és V. Fülöp a villaviciosai győzelem után (1710)
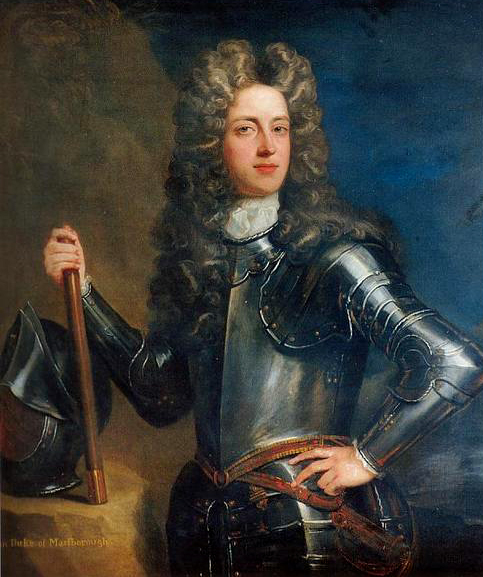
John Churchill, később Marlborough hercege, az angol fővezér
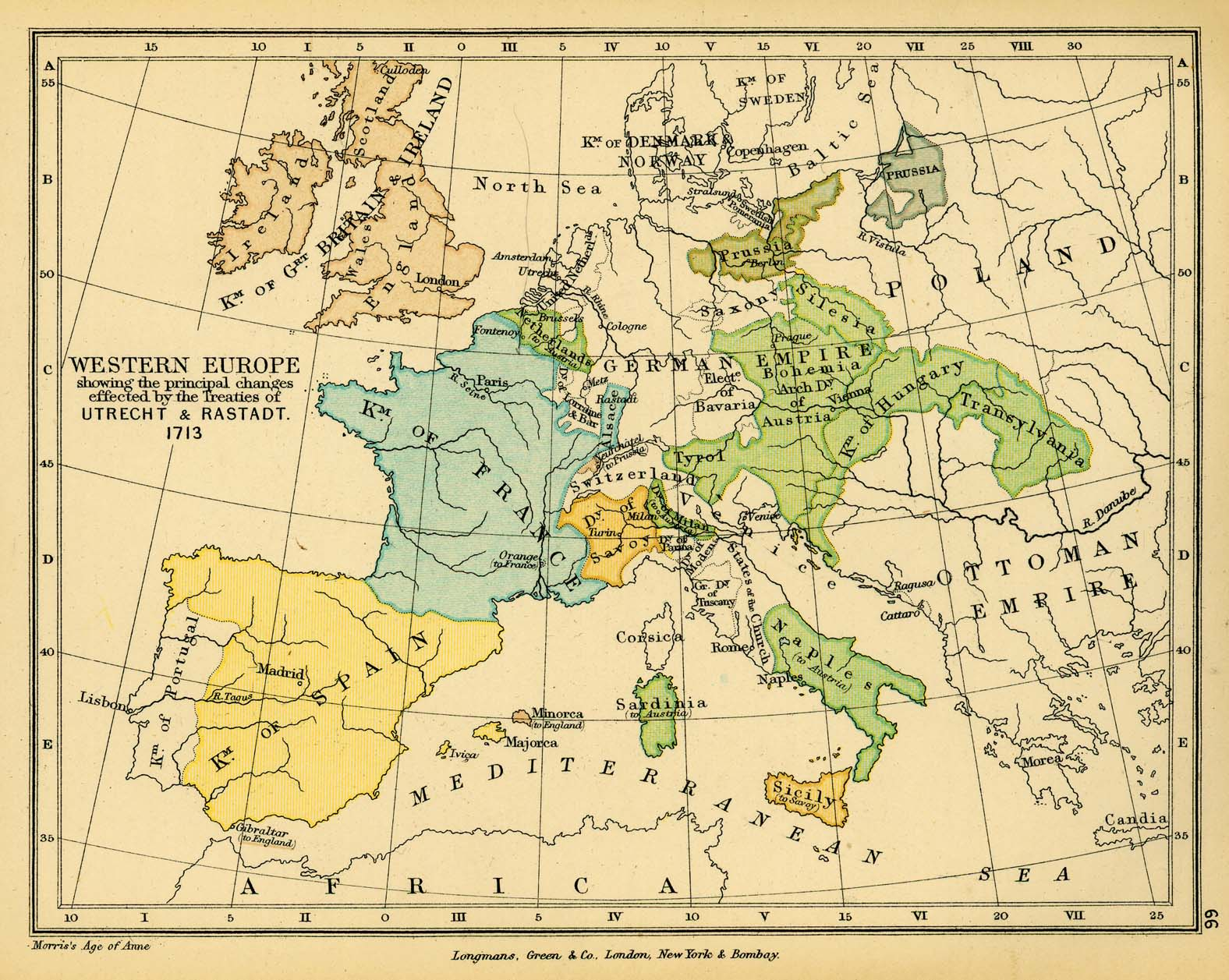
Európa térképe az utrechti és rastatti békekötések után

## Békekötések
Az utrechti béke (1713) értelmében XIV. Lajos unokája, Anjou Fülöp lett Spanyolország királya, V. Fülöp néven. Megtarthatta a tengerentúli spanyol birtokokat is, de csak azzal a kikötéssel, hogy a spanyol és a francia Bourbonok birtokait sohasem szabad egyesíteni. Cserében átengedték Angliának az amerikai gyarmatok egy részét, továbbá Gibraltárt, ezen felül Anglia megkapta a rabszolga-kereskedelem monopóliumát is. Az anyaországon kívüli európai spanyol birtokok, azaz Spanyol-Németalföld, Nápoly, Milánó, Livorno és Szardínia VI. Károly császárnak jutottak. II. Viktor Amadé savoyai herceg királyi címmel felruházva birtokába vehette Szicíliát. A Francia Királyság megtarthatta Strasbourg-t és Elzászt, tehát nem kellett visszavonulnia a Rajnától az 1648 előtti határok mögé. E békében ismerték el a brandenburgi választófejedelem királyi rangját is (ebből alakult ki a későbbi Porosz Királyság).
Az utrechti békeszerződést csak Franciaország és a tengeri hatalmak kötötték. VI. Károly császár eleinte visszautasította az egyezményt, végül 1714-ben a rastatti szerződésben (Ausztria uralkodójaként) és a badeni szerződésben (a Német-római Birodalom uralkodójaként) ő is csatlakozott hozzá.